# Жировски Врх
Жировски Врх (словен. Žirovski Vrh) је насељено место у општини Жири, Горењска регија, Словенија.

## Историја
До територијалне реорганизације у Словенији био је у саставу старе општине Шкофја Лока.

## Становништво
У попису становништва из 2011. године, Жировски Врх је имао 238 становника.
| Број становника према пописима | Број становника према пописима | Број становника према пописима |
| ------------------------------ | ------------------------------ | ------------------------------ |
| 1991                           | 2002                           | 2011                           |
| 238                            | 240                            | 238                            |

Напомена: Године 1996. умањено за део насеља који је припојен насељу Рачева.